# 고양시 온수배관 파열사고
고양시 열수송관 파열사고는 2018년 12월 4일에 경기도 고양시 일산동구 백석동에 있는 백석역 부근에서 지역난방 열수송 배관이 파열 된 사고이다.

## 피해
지역난방 열수송관 파열 사고로 주변 아파트 2천800여 가구에 난방 및 급탕 공급이 끊기는 사고가 발생하였다.

사고 직전 파열 지점을 지나던 사망자가 탔던 차량이 순식간에 쏟아진 끓는 물과 토사에 고립돼 결국 숨졌다. 수사결과 한국지역난방공사 열수송관 파열 사고로 숨진 사망자는 열수송관 파열 지점 근처에서 증기를 보고 차량을 정차한 상태에서 뒷자리로 피하려다가 고온·고압의 물기둥에 변을 당한 것으로 파악됐다.
물은 도로와 인근 상가까지 들이닥쳐 화상 환자도 속출했다. 현장 구조에 나선 소방관도 예외는 아니었다.
한 소방관은 식당 내 고립된 시민들을 대피시키다 발에 2도 화상을 입거나 백석역 출구에 고립된 시민을 업고 구급차까지 이송하다 물이 장화 속에 들어와 왼발에 화상을 입었다.

## 수사
현장 조사를 한 경찰은 27년된 배관의 용접 부분이 터져 사고가 난 점을 확인했다. 해당 용접 작업은 열수송관을 설치했던 1991년 이뤄졌던 것으로 파악되었다. 사고 원인으로 열수송관의 노후화가 지목되는 만큼, 30년 가까이 된 열수송관을 규정에 맞게 보수, 검사했는지 집중적으로 조사한다는 방침이다. 관련 자료 확보를 위해 한국지역난방공사에 대한 압수 수색도 검토하고 있다. 만약에 과실이 파악되었다면 관련자를 피의자로 형사 입건할 방침이다.

## 기타
수도권 전철 3호선 백석역 인근에서 발생한 열수송관 파열사고로 60대 남성이 숨진 가운데, 워마드가 오전 0시2분쯤 ‘백석 주꾸미남 탄생’이라는 제목으로 사망자를 조롱하는 글을 올렸다.
노후 열수송관 비율이 77%에 달하는 경기 성남시 분당구와 54%인 서울 강남구의 주민들도 정기적인 점검과 단계적 교체가 필요하다고 입을 모았다. 분당에서는 올해에만 두 차례 열수송관 파열 사고가 발생했다.